# シーズニング (奴隷)
シーズニング（英語: Seasoning）は、アメリカ大陸に到来したアフリカ人奴隷に課せられた順応プロセスを指す。
他に、アメリカ大陸へのヨーロッパ人移民が課せられた短い隔離期間を指してこの言葉を用いる歴史学者もいるが、本来は奴隷が服したプロセスを指す語であり、実際にほとんどの場合その意味で用いられていた。
奴隷貿易商たちは、アフリカ人奴隷をアメリカの気候、食事、地理環境に慣らすためのプロセスをシーズニングと呼んだ。これは奴隷の肉体的な順応を促すと同時に、新たな労働環境や言語といった社会環境へ順応させる意味も含まれていた。奴隷商人や奴隷主は、シーズニングで厳しい時期を一度乗り越えた者は死ににくくなり、心理的にもより統御しやすい人間になると考えていた。シーズニングは、奴隷がアメリカ大陸に到達してすぐ、特に死亡率が高い時期に行われた。到着して間もない「ニュー（新参）」奴隷あるいは「ソルトウォーター（塩水、船旅で長く海水に囲まれた生活を送っていたという意）」奴隷は「アウトランディッシュ」（英: outlandish、「外来者」の意）と呼ばれた。それに対して、シーズニングを生き延びた奴隷は「シーズンド」（英: seasoned）と呼ばれ、市場で高値がつけられた。

## 背景
アメリカ大陸においてヨーロッパ人が使役する奴隷の第一世代を構成したのが、大西洋クレオールである。様々な人種の血を引きつつもヨーロッパ人に起源をもつ彼らはヨーロッパ系社会への順応性が高く、18世紀以前から高い割合で自由を獲得していった。18世紀前半から、タバコ、砂糖、米などの生産に従事するカリブ海地域や北アメリカの奴隷をめぐる社会構造は、「社会の中における奴隷」から「奴隷の社会」へと変化し、大西洋奴隷貿易を通じて奴隷化され連れてこられた「ソルトウォーター」奴隷がその中核を担うようになっていった。18世紀半ばの奴隷貿易発展に伴い、奴隷制そのものも変化を遂げた。奴隷商人はアフリカからアメリカ大陸中のヨーロッパ人植民地へアフリカ人奴隷の大規模輸送を行い、その輸送方法やシーズニングをシステム化した。ただ、シーズニングの方法は地域や時期によってさまざまであった。特に北米南部の植民地では、大規模農園の農場主（プランター）が「ニュー」奴隷を上陸後すぐに使役したがる場合があったため、一貫したシーズニングが行われたわけではなかった。

## アフリカ系奴隷の死亡率
大西洋奴隷貿易でアメリカ大陸に連れてこられた奴隷は上陸後数年のうちに死亡する割合が高かったため、奴隷商人や奴隷主は「シーズニング」を取り入れるようになった。奴隷の死亡率は地域によっても異なるが、ミドル・パッセージ（大西洋を渡る船上にいる期間）とシーズニングの期間は極めて死亡率が高かった。コリンズ博士 (Dr. Collins) なる人物が1803年に書き記しているところによれば、疾病、気候環境の変化、食事、労働、過酷さ、自殺といった要因によって奴隷の死亡率が高まっていた。13植民地では、シーズニング中の死亡率は25パーセントから50パーセントにのぼったと推定されている。キューバでは1年目の死亡率が7パーセントから12パーセントだったが、ジャマイカでは33パーセントに達していた。ブラジルでは、シーズニング中に奴隷の25パーセントが死亡したと推定されている。ブラジルでは、奴隷は1年目にシーズニングと洗礼を受けることが法で義務付けられていた。

## シーズニングにおける苦難

### 疾病
アメリカ大陸に到着したばかりの奴隷は、シーズニング中に高確率で病にかかり、死亡していった。到着前のミドル・パッセージでは、奴隷商は奴隷を換気の無い狭い部屋に押し込め、十分な食事や水を与えず、衛生面にも配慮しなかった。こうした環境下で、奴隷たちの多くは壊血病やアメーバ赤痢にかかった。感染者のほとんどが死亡した。しかし彼らは上陸後も、ミドル・パッセージ中とそう変わらない悍ましい環境での生活を余儀なくされた。彼らは全く新しい環境と過酷な強制重労働に耐えなければならなかった。船旅で衰弱し、奴隷としての過酷な扱いに晒された彼らは、容易に天然痘や麻疹、インフルエンザ、その他原因不明のものも含む感染症にかかり、数年のうちに高確率で死亡した。

### 暴力
シーズニングは、奴隷業者が奴隷を様々な形で市場や労働のための「商品」へと仕立て上げる過程であった。そのため奴隷業者は奴隷を残酷な労働訓練や暴力に屈従するように過酷に扱った。暴力と威圧によって肉体的にも心理的にも奴隷を痛めつける順応プロセスは、1年から3年かかった。奴隷主は「ソルトウォーター」奴隷を服従させるために暴力をふるい、労働搾取した。奴隷業者が用いた手段としては、鞭打ち、身体の切断、家畜小屋への投入、独房への監禁がしばしば行われた。特に過酷な例では、奴隷主が女奴隷（妊娠していることもしばしばあった）を鞭打ち、その傷口に塩、コショウ、蝋を塗り込むということもあった。

### 強制労働
シーズニング中の奴隷は、奴隷として今後課されていく重労働にも順応しなければならなかった。カリブ海地域では、上陸した奴隷は1週間もたたないうちにサトウキビ農場で肥料をまくための籠を持たされた。これは奴隷たちがサトウキビ栽培の訓練を受ける第一歩だった。その他の地域でも、奴隷たちは作物を栽培する技術を教え込まれた。そこで収穫される作物が、奴隷たち自身に供される場合も多かった。シーズニングを通じて、奴隷主は奴隷たちに労働のための知識を身につけさせ、極めて過酷な重労働に順応させようとした。彼らは働き方のみならず、言語も先輩奴隷や農場の白人現場監督から教え込まれた。

### 食事
同時代人の記録によれば、シーズニングは「重労働だけでなく、粗食にも耐えるための訓練」であった。奴隷主は奴隷の食事を量的にも質的にも徹底的に制限し、大農場で生産されたトウモロコシ、米、小麦などを与えた。こうした粗食に打ちのめされた奴隷は、深刻な栄養失調や浮腫、下痢に苦しめられた。

## 抵抗
鞭打ちや粗末な扱いに苦しめられ続けた奴隷は、たびたび様々な形で明確な抵抗を示した。新参の奴隷たちの間で広まった大量自殺行為を、自分たちを奴隷化した者たちへの抵抗であったとみる学者もいる。実際、奴隷業者たちは病気だけでなく自殺によって奴隷が死んでしまうのを恐れていた。同時代に書かれたシーズニングの手引書には、奴隷が自殺するのを防ぐための「処置」も書かれている。飢えに窮した奴隷がシーズニング中やその後に食糧を盗んだ例も記録されている。同時に、盗みを働いた奴隷が奴隷業者によって鞭打ちの刑を与えられることもよく見られた。食事を拒否する抵抗を見せる者もおり、これも同様に罰された。脱走が試みられることも多かったが、周辺地域の土地勘が無い新参の奴隷が、アメリカ大陸の各々孤立したプランテーションからの脱走に成功するのは稀だった。

## 移民のシーズニング

### リベリアへの自由黒人入植
1820年から、西アフリカのアメリカ合衆国植民地リベリアに、アメリカ大陸で解放されたアフリカ系（自由黒人）などが送り込まれ始めた。しかし白人入植者のみならず黒人入植者も疾病に苦しみ、後の1842年になって死亡率が「ここ10年で33パーセントに下がった」と報告されるまでに死亡率が高かった。運よく生き延びても、10日から6週間は悪寒や発熱に襲われるシーズニングを乗り越えなければならなかった。そのためリベリアでは、医者が植民地における最高行政官である監督官に次ぐ給与と地位を与えられ、植民地の役職の中で監督官と補佐役（医者）のみ白人が就任した。他にも入植者は、飢餓や原住民の襲撃にも苦しめられた。